# Heinrich Buhr (Theologe)
Heinrich Buhr (* 17. November 1912 in Tübingen; † 5. Juni 2001 in Tübingen-Pfrondorf) war deutscher evangelischer Theologe und Pfarrer.
Heinrich Buhr studierte evangelische Theologie an der Universität Tübingen. Er begegnete Martin Heidegger während eines Studentenlagers in Todtnauberg im Herbst 1933. Nach einem abendlichen Gespräch lud Heidegger ihn ein, bei ihm in Freiburg zu studieren, was er im Wintersemester 1933/34 und Sommersemester 1934 auch tat. Dort begegnete er auch erstmals Walter Bröcker, damals Assistent Heideggers, später Ordinarius für Philosophie an der Universität Kiel. Heidegger bot ihm an, bei ihm zu promovieren, was Buhr zugunsten der Theologie jedoch ausschlug.
Seit 1937 war er im Pfarrdienst der Württembergischen Landeskirche. Ab 1939 war er Soldat bei der kämpfenden Truppe in Russland, auf dem Balkan und in Italien. Ab 1944 war er Kriegsgefangener in Italien, dann in den USA. 1942 wurde er nominell auf eine Pfarrstelle in Schäftersheim gesetzt. Ab 1950 war er Pfarrer in Bietigheim. Wegen einer schweren Tuberkuloseerkrankung ging er von dort 1953 nach Pfrondorf.   Von 1953 bis 1977 war er Dorfpfarrer in Pfrondorf. 1955 wurde Buhr an der Universität Tübingen promoviert.
Heinrich Buhr wurde 1960 einem weiteren Publikum bekannt, als er, gemeinsam mit dem obengenannten Philosophieprofessor Walter Bröcker in einem gemeinsamen Buch Zur Theologie des Geistes zu einem Rundumschlag gegen die wesentlichen Grundlagen des christlichen Glaubens ausholte. Die Autoren leugneten beispielsweise die Gottessohnschaft Jesu Christi, die Geburt Jesu durch die Jungfrau Maria durch das Wirken des Heiligen Geistes und die Auferstehung und die Himmelfahrt Jesu Christi.
Die Pfrondorfer Kirche schmückte Buhr mit Werken von Gerhard Dreher und Fritz Ruoff. Wilhelm Heusel veranlasste er zur Spende eines Taufkelchs.

## Veröffentlichungen (Auswahl)
Bücher
- Die Predigt. Stuttgart 1949
- Rechtfertigungslehre und Trinitätslehre. Dissertation Tübingen 1952
- mit Walter Bröcker: Zur Theologie des Geistes. Neske, Pfullingen 1960
- Der Glaube – was ist das? Neske, Pfullingen 1963
- Das Glück und die Theologie. Wider die Weltflucht. Stuttgart 1969
- Hölderlin und Jesus von Nazareth. Neske, Pfullingen 1977
- Ordnung muss sein. Stuttgart 1987

Film
- Heinrich Buhr, Hans-Georg Gadamer, Walter Schulz, Alexander Schwan: Martin Heidegger – ein unzeitgemässer und seine Zeit. Fernsehdokumentation des Süddeutschen Rundfunks, Erstsendung: 18. September 1976[6][1]